# Тед Шредер
Тед Шредер (англ. Ted Schroeder; 20 липня 1921 — 26 травня 2006) — колишній американський тенісист.
Найвищу одиночну позицію світового рейтингу — 1 місце досяг 1949 року (за даними П'єра Жіллу).
Перемагав на турнірах Великого шолома в одиночному, парному та змішаному парному розрядах.

## Фінали турнірів Великого шолома

### Одиночний розряд (2–1)
| Результат | Рік  | Турнір               | Покриття | Суперник                   | Рахунок                   |
| --------- | ---- | -------------------- | -------- | -------------------------- | ------------------------- |
| Перемога  | 1942 | Чемпіонат США        | Трава    | Френк Паркер               | 8–6, 7–5, 3–6, 4–6, 6–2   |
| Перемога  | 1949 | Вімблдонський турнір | Трава    | Ярослав Дробний (тенісист) | 3–6, 6–0, 6–3, 4–6, 6–4   |
| Поразка   | 1949 | Чемпіонат США        | Трава    | Панчо Гонсалес             | 18–16, 6–2, 1–6, 2–6, 4–6 |

### Чоловіки, парний розряд (3–3)
| Результат | Рік  | Турнір               | Покриття | Партнер        | Суперники                    | Рахунок                 |
| --------- | ---- | -------------------- | -------- | -------------- | ---------------------------- | ----------------------- |
| Перемога  | 1940 | Чемпіонат США        | Трава    | Джек Креймер   | Гарднар Маллой Генрі Прусофф | 6–4, 8–6, 9–7           |
| Перемога  | 1941 | Чемпіонат США        | Трава    | Джек Креймер   | Вейн Сейбін Гарднар Маллой   | 9–7, 6–4, 6–2           |
| Поразка   | 1942 | Чемпіонат США        | Трава    | Сідні Вуд      | Гарднар Маллой Білл Талберт  | 5–7, 7–9, 1–6           |
| Перемога  | 1947 | Чемпіонат США        | Трава    | Джек Креймер   | Білл Талберт Білл Сідвелл    | 6–4, 7–5, 6–3           |
| Поразка   | 1948 | Чемпіонат США        | Трава    | Френк Паркер   | Гарднар Маллой Білл Талберт  | 6–1, 7–9, 3–6, 6–3, 7–9 |
| Поразка   | 1949 | Вімблдонський турнір | Трава    | Гарднар Маллой | Панчо Гонсалес Френк Паркер  | 4–6, 4–6, 2–6           |

### Мікст (1 перемога)
| Результат | Рік  | Турнір        | Покриття | Партнер   | Суперники                           | Рахунок       |
| --------- | ---- | ------------- | -------- | --------- | ----------------------------------- | ------------- |
| Перемога  | 1942 | Чемпіонат США | Трава    | Луїз Браф | Патрісія Каннінґ-Тодд Алехо Расселл | 3–6, 6–1, 6–4 |